# Königsfeld (Baviera)
Königsfeld è un comune tedesco di 1 368 abitanti, situato nel land della Baviera.
|  |  | Huppendorf    | 143 abitanti |
|  |  | Königsfeld    | 569 abitanti |
|  |  | Kotzendorf    | 107 abitanti |
|  |  | Laibarös      | 148 abitanti |
|  |  | Poxdorf       | 159 abitanti |
|  |  | [Treunitz     | 160 abitanti |
|  |  | Voitmannsdorf | 125 abitanti |